# Hart Open
L'Hart Open è un torneo professionistico di tennis giocato su campi in sintetico indoor. Fa parte dell'ITF Women's Circuit. Si gioca annualmente a Zawada in Polonia.

## Albo d'oro

### Singolare
| Anno | Campionessa        | Finalista   | Punteggio          |
| ---- | ------------------ | ----------- | ------------------ |
| 2011 | Ana Vrljić         | Paula Kania | 6–3, 2–6, 7–6(7–4) |
| 2012 | Karolína Plíšková  | Ana Vrljić  | 6–3, 6–2           |
| 2013 | Kateřina Siniaková | Nina Zander | 6–1, 6–3           |

### Doppio
| Anno | Campionesse                         | Finaliste                            | Punteggio        |
| ---- | ----------------------------------- | ------------------------------------ | ---------------- |
| 2011 | Naomi Broady Kristina Mladenovic    | Paula Kania Magda Linette            | 7–6(7–5), 6–4    |
| 2012 | Karolína Plíšková Kristýna Plíšková | Kristina Barrois Sandra Klemenschits | 6–3, 6–1         |
| 2013 | Nikola Fraňková Tereza Smitková     | Justyna Jegiołka Diāna Marcinkēviča  | 6–1, 2–6, [10–8] |